# Thomas Lovell Beddoes

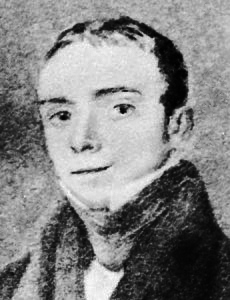
Thomas Lovell Beddoes (1824)

Thomas Lovell Beddoes (* 20. Juli 1803 in Clifton; † 26. Januar 1849 in Basel) war ein englischer Mediziner und Dichter.

## Leben
Thomas Lovell Beddoes wurde in Clifton in England als Sohn des Naturforschers Thomas Beddoes (1760–1808) geboren. Er kam zuerst in die Schule in Bath, später in das Charter House in London und trat 1820 als Student der Literatur in das Pembroke College in Oxford ein. Dort erregte er bald durch seine später von ihm unterdrückte Gedichtsammlung The improvisatore (1821) und die dramatische Komposition The bride’s tragedy (1822) Aufsehen.
In letzterer besonders bewies er trotz mancher Wunderlichkeiten dramatische Kraft, Leidenschaft und Gedankentiefe, die zu großen Hoffnungen berechtigten; aber im Innern unglücklich und von unstetem Wandertrieb erfüllt, hat Beddoes denselben nur unvollkommen entsprochen. Um sich ganz seinen Lieblingswissenschaften, der Physiologie und Anatomie, zu widmen, ging er 1825 nach Göttingen, später nach Würzburg, wo er 1832 zum Doktor der Medizin promoviert wurde. Im gleichen Jahr trat Beddoes auf dem Gaibacher Fest auf und trug dort eine Satire auf den Aristokratismus vor. Er führte dann, im Besitz eines bedeutenden Vermögens, ein Wanderleben, bald in Straßburg und Zürich, bald in Frankfurt am Main oder Berlin verweilend. 1838 übersetzte er Structure of the Spinal Cord von Richard Dugard Grainger ins Deutsche.
1846 kehrte er nach England zurück. 1847 war er indessen schon wieder in Frankfurt, wo er für ein Jahr als Allgemeinmediziner praktizierte und an den freiheitlichen Bewegungen von 1848 den regsten Anteil nahm. Infolge eines Sturzes vom Pferd, bei dem er beide Beine brach, musste er sich in Basel, wohin er sich der Luftveränderung wegen hatte schaffen lassen, amputieren lassen. Depressiv beging er noch im Krankenhaus am 26. Januar 1849 Selbstmord.
An poetischen Erzeugnissen hat Beddoes nur noch ein dramatisches Gedicht: Death’s jestbook, or the fool’s tragedy, hinterlassen, noch wunderlicher als die früheren Werke, aber zugleich noch mehr als diese voll überraschender Geistesblitze. Sein dichterischer Nachlass erschien unter dem Titel: Poems, with a memoir, 1851, 2 Bde., und enthält außerdem oben genannten Death’s jestbook eine Reihe schwermutsvoller lyrischer Poesien und mehrere dramatische Fragmente.